# Maas bij Eijsden
Das Fauna-Flora-Habitat-Gebiet Maas bij Eijsden (deutsch Maas bei Eijsden) liegt auf dem Gebiet der Gemeinde Eijsden-Margraten in der niederländischen Provinz Limburg. Das 63 Hektar große Schutzgebiet gehört zum europäischen Schutzgebietsnetz Natura 2000. Es umfasst mit zwei Teilgebieten zum einen den niederländischen Teil der Maas auf der Höhe von Eijsden und zum anderen eine Halbinsel Illal zwischen Maas und dem Baggersee Pietersplas im Norden des Gemeindegebiets.

## Geschichte
Die Maas ist hier Grenzfluss zwischen Belgien und den Niederlanden. 2018 wurden die Landesgrenzen in diesem Bereich geändert, wodurch das ehemals belgische Gebiet zu niederländischem Staatsgebiet wurde. Da die Flächen zuvor Teil des belgischen Natura-2000-Gebiets Basse Meuse et Meuse mitoyenne waren, meldeten die Niederlande das Gebiet erneut als nunmehr niederländisches Natura-2000-Gebiet bei der EU-Kommission an. Die formelle Bestätigung als Gebiet gemeinschaftlicher Bedeutung (SCI) und die Ausweisung als Besonderes Erhaltungsgebiet (SAC) stehen jedoch noch aus. Den Status als Vogelschutzgebiet soll allerdings nicht übernommen werden.

## Schutzzweck

### Lebensraumtypen
Folgende Lebensraumtypen nach Anhang I der FFH-Richtlinie kommen im Gebiet vor; prioritäre Lebensraumtypen sind mit * gekennzeichnet:
| EU Code | * | Lebensraumtyp (offizielle Bezeichnung)                                                                          | Fläche (ha) |
| ------- | - | --- | ----------- |
| 3260    |   | Flüsse der planaren bis montanen Stufe mit Vegetation des Ranunculion fluitantis und des Callitricho-Batrachion | 11,9        |
| 6430    |   | Feuchte Hochstaudenfluren der planaren und montanen bis alpinen Stufe                                           | 0,46        |
| 91E0    | * | Auen-Wälder mit Alnus glutinosa und Fraxinus excelsior (Alno-Padion, Alnion incanae, Salicion albae)            | 0,54        |

### Arteninventar
Folgende Arten von gemeinschaftlichem Interesse sind für das Gebiet gemeldet (Prioritäre Arten sind mit * gekennzeichnet):
| EU Code | * | Art                | wissenschaftlicher Name | Artengruppe           |
| ------- | - | ------------------ | ----------------------- | --------------------- |
| 5315    |   | Scheldegroppe      | Cottus perifretum       | Fische und Rundmäuler |
| 1106    |   | Atlantischer Lachs | Salmo salar             | Fische und Rundmäuler |
| 1337    |   | Biber              | Castor fiber            | Säugetiere            |